# Muntanyes Mewat
Les muntanyes de Mewat són una serralada muntanyosa entre Delhi i el districte de Gurgaon a Haryana que forma la part nord-est del gran altiplà de la Rajputana. La seva altura és poc considerable i la mitjana és de 150 metres. El conjunt marca el límit entre la zona desèrtica de la regió de Rajputana (equivalent pràcticament a l'estat de Rajasthan) i la vall del Jumna.